# Taphinellina hainanicus
Taphinellina hainanicus es una especie de insecto coleóptero de la familia Chrysomelidae.

## Historia
Fue descrita científicamente en 1963 por Gressitt & Kimoto.